# 虹色fanふぁーれ
虹色fanふぁーれ（にじいろファンふぁーれ）は、2015年に結成された「～今をときめく七色の橋～」。個性あふれる7人（色）で結成されたアイドルユニットである。2019年に解散した。

## 概要
2015年10月31日、ハロウィンにデビューした「ボカロP」×「絵師」最もSNSミュージックに近い7人組の2.5次元アイドルグループ。
サウンドコーディネートはニコニコ動画で人気のボカロP等が担当している。
グループ名の「虹色」はメンバー7人の七色の個性を表現している。また、ファンの呼称は「サン社員」である。
2017年12月3日より「虹色fanふぁーれミライグミ06」として6人組で再始動した。
略称も、「ミライグミ」または「ゼロシックス」と変更された。
2019年1月26日活動終了。

## 解散時のメンバー
- 2018年1月4日現在。

### 都築麗
1996年2月15日生まれ。愛知県出身。身長156cm。A型。1期生、ジョーヌカラー（黄）担当。愛称はうらりん。→2020年8月からRUN WiTH YOUメンバー

### 朝日奈和架
2000年1月25日生まれ。和歌山県出身。身長152cm。A型。1期生、ルージュカラー（赤）担当。愛称はよっち。

### 國澤志帆
1999年2月24日生まれ。北海道出身。身長154cm。O型。2期生、ブルーカラー（青）担当。愛称はしーちゃん。→2019年9月からせかいシティメンバー

### 福山千捺
1996年7月11日生まれ。山梨県出身。身長152cm。B型。2期生、ヴェールカラー（緑）担当。愛称はトゥー。

### 草彅真帆
1996年8月18日生まれ。栃木県出身。身長150cm。O型。2期生、オランジュカラー（橙）担当。愛称はまほたそ。→2020年4月から自民党

### 三ヶ峯聡美
1996年11月26日生まれ。兵庫県出身。身長165cm。O型。2期生、ヴィオレカラー（紫）担当。愛称はぽんちゃん。

## 元メンバー

### 沢城菜月実
1996年1月31日生まれ。北海道出身。身長160cm。O型。1期生、担当カラーは緑。→2019年1月からRevival:Iメンバー

### 平松あやな
1995年2月13日生まれ。身長162cm。A型。1期生、担当カラーは紫。→2019年1月からRevival:Iメンバー

### 神戸まりあ
1996年12月18日生まれ。兵庫県出身。身長162cm。O型。1期生、担当カラーは青。

### 蓮水花恋
1998年9月26日生まれ。青森県出身。身長160cm。B型。1期生、担当カラーはピンク。

### 一ノ瀬彩瑠
1999年3月16日生まれ。愛知県出身。身長159cm。O型。1期生、担当カラーはオレンジ。➡️ 2021年7月からRED-iの緑担当です。

## 略歴

### 2015年
- 10月31日、イブデビュー。1stシングル「ニジイロオモイ」リリース。

### 2016年
- 6月30日、2ndシングル「どうせ僕が死んだってコミュ障は直らない」リリース。
- 10月2日、お台場で開催された日本最大規模のアイドルアワードイベントである第１回アイドルアワードに出演[3]。
- 10月30日、1stミニアルバム「タイトルミテイ」リリース。

### 2017年
- 2月27日、メンバーの都築 麗がヒロセプロジェクト舞台・スピンオフ公演『彼女はきっと魔法を使う2017』チームM（2017年2月27日 - 3月5日、川崎H&Bシアター）に出演[4]。
- 9月23日、東京・渋谷のSPACE ODD（スペースオッド）で開催されたアイドルプラネットエクストリームLIVE〜虹色fanふぁーれ 脱退メンバーラストライブ〜をもって、１期生の内、平松あやな、沢城菜月実、神戸まりあ、蓮水花恋、一ノ瀬彩瑠が脱退した[5]。
- 9月25日、SHOWROOMにおいて、2期生オーディションを開始した。

### 2019年
- 1月26日、ラストライブ「虹ふぁんファイナルコミュニケーション」開催。活動終了した。

## ディスコグラフィ

### シングル
|     | 発売日         | タイトル                               | 収録曲 | 規格品版  | 販売形態     |
| --- | -------------- | -------------------------------------- | --- | --------- | ------------ |
| 1st | 2015年10月31日 | ニジイロオモイ                         | ニジイロオモイ ユートピア政策                                                                                   | NIFF-0001 | 会場限定販売 |
| 2nd | 2016年6月30日  | どうせ僕が死んだってコミュ障は直らない | どうせ僕が死んだってコミュ障は直らない(Original Version) どうせ僕が死んだってコミュ障は直らない(Single Version) | NIFF-0002 | 会場限定販売 |

### ミニアルバム
|     | 発売日         | タイトル       | 収録曲 | 規格品版  | 販売形態     |
| --- | -------------- | -------------- | --- | --------- | ------------ |
| 1st | 2016年10月30日 | タイトルミテイ | 妖（あやかし）オトメイズム ユートピア政策 どうせ僕が死んだってコミュ障は直らない(Original Version) ユメソラ ニジイロオモイ | NIFF-0003 | 会場限定販売 |

## 出演
- 「スタートゲート」（2016年11月7日、文化放送）
- 「カンニング竹山の遊びじゃねえんだよ!!」（2016年3月26日、BSフジ）
- 「カンニング竹山の遊びじゃねんだよ!!ご褒美企画」（2016年5月7日、BSフジ）
- 「musicる TV」（2017年6月20日、テレビ朝日）

## 舞台

### 都築 麗
- ヒロセプロジェクト舞台・スピンオフ公演『彼女はきっと魔法を使う2017』チームM（2017年2月27日～3月5日、川崎H&Bシアター）
- 劇団ドリームプリンセス舞台・女人劇 贋作『春のめざめ』 （2017年10月19日～10月22日、築地本願寺ブティストホール）

2020年8月以降の出演についてはRUN WiTH YOU#出演を参照のこと。

## トラブル
2017年11月14日、元メンバー4人が賃金不払いや「契約終了から2年間は芸能活動をしてはならない」「契約終了から5年間は自曲を外部で披露してはならない」等の不当契約を理由に、契約が無効であることの確認と未払い賃金計約400万円の支払いなどを求め、東京地方裁判所に所属事務所株式会社デートピアを提訴した。2018年5月31日、デートピア側が専属契約の解除を認め、和解が成立した。デートピアは自社ホームページで謝罪コメントを出した。
係争を支援した弁護士河西邦剛のプロデュースにより、平松あやなと沢城菜月実は2019年にRevival:Iとしてデビューしている。